# عش الجواسيس (كتاب)
عش الجواسيس A Nest of Spies كتاب ألفه الأكاديمي البريطاني ليزلي مكلوغلن Leslie McLoughlin وكتبه عام 1993. يتحدث الكتاب بصورة دقيقة عن مدرسة للغة العربية أنشأها البريطانيون باسم مركز الشرق الأوسط للدراسات العربية واختصارا MECAS، بداية في القدس عام 1944 تزامنا مع هزيمة قوات دول المحور في تونس ثم انتقلت إلى لبنان عام 1948 عند اندلاع الحرب في فلسطين. أعيد إنشاء المركز في قرية شملان في قضاء الشوف، مما أدى لأن يعرف المركز في لبنان بلقب جديد غير رسمي وهو «مركز شملان». كما ساد في الأوساط اللبنانية غير الحكومية بأن هذا المركز لابد وأن يكون عشاً للجواسيس لا سيما وأن المركز يتبع وزارة الخارجية البريطانية ويدرس الديبلوماسيين البريطانيين اللغة العربية.
يتحدث الكتاب عن قصة هذا المركز وقصة كاتبه في تجربته اللبنانية. صدّر الكتاب في بريطانيا مؤسسة الهاني العالمية للكتب المحدودة عام 1994.